# André Boisclair
André Boisclair (phát âm tiếng Pháp: [ɑ̃dʁe bwaklɛʁ]; sinh ngày 14 tháng 4 năm 1966) là một chính khách ở Quebec, Canada. Ông là lãnh đạo của Parti Québécois, một dân chủ xã hội và chủ quyền ở Quebec.
Từ tháng 1 năm 1996 đến tháng 3 năm 2003, Boisclair giữ chức Bộ trưởng Bộ Quốc tịch và Nhập cư và Bộ trưởng Đoàn kết Xã hội dưới thời cựu Thủ tướng Quebec Lucien Bouchard và là Bộ trưởng Môi trường dưới thời cựu Thủ tướng Bernard Landry. Ông đã giành chiến thắng trong cuộc bầu cử lãnh đạo Parti Québécois vào ngày 15 tháng 11 năm 2005.
Boisclair tuyên bố ông sẽ từ chức lãnh đạo PQ vào ngày 8 tháng 5 năm 2007. François Gendron được đặt tên là lãnh đạo lâm thời.

## Tuổi thơ
Boisclair được sinh ra ở Montreal, Quebec. Ông lớn lên trong khu phố Pháp francophone giàu có ở Outremont. Trong khi tham dự Collège Jean-de-Brébeuf, một CEGEP tư nhân, ông đã trở thành chủ tịch của Liên đoàn sinh viên đại học Quebec (bằng tiếng Pháp, FECQ). Sau khi tốt nghiệp, ông theo học trường Université de Montréal, nhưng đã bỏ học sau hai năm.